# Serrat del Bellit
La Serrat del Bellit és una serra situada al municipi de Tagamanent a la comarca del Vallès Oriental, amb una elevació màxima de 1.122 metres.
Està situada a la part septentrional del terme, al nord del cim de Tagamanent; és a la dreta de la riera de la Llobina i a l'esquerra del Sot de l'Infern. Forma part del Parc Natural del Montseny. A la part més alta de la serra, a llevant, hi ha la masia del Bellit, així com la Jaça del Bellit.